# Tod

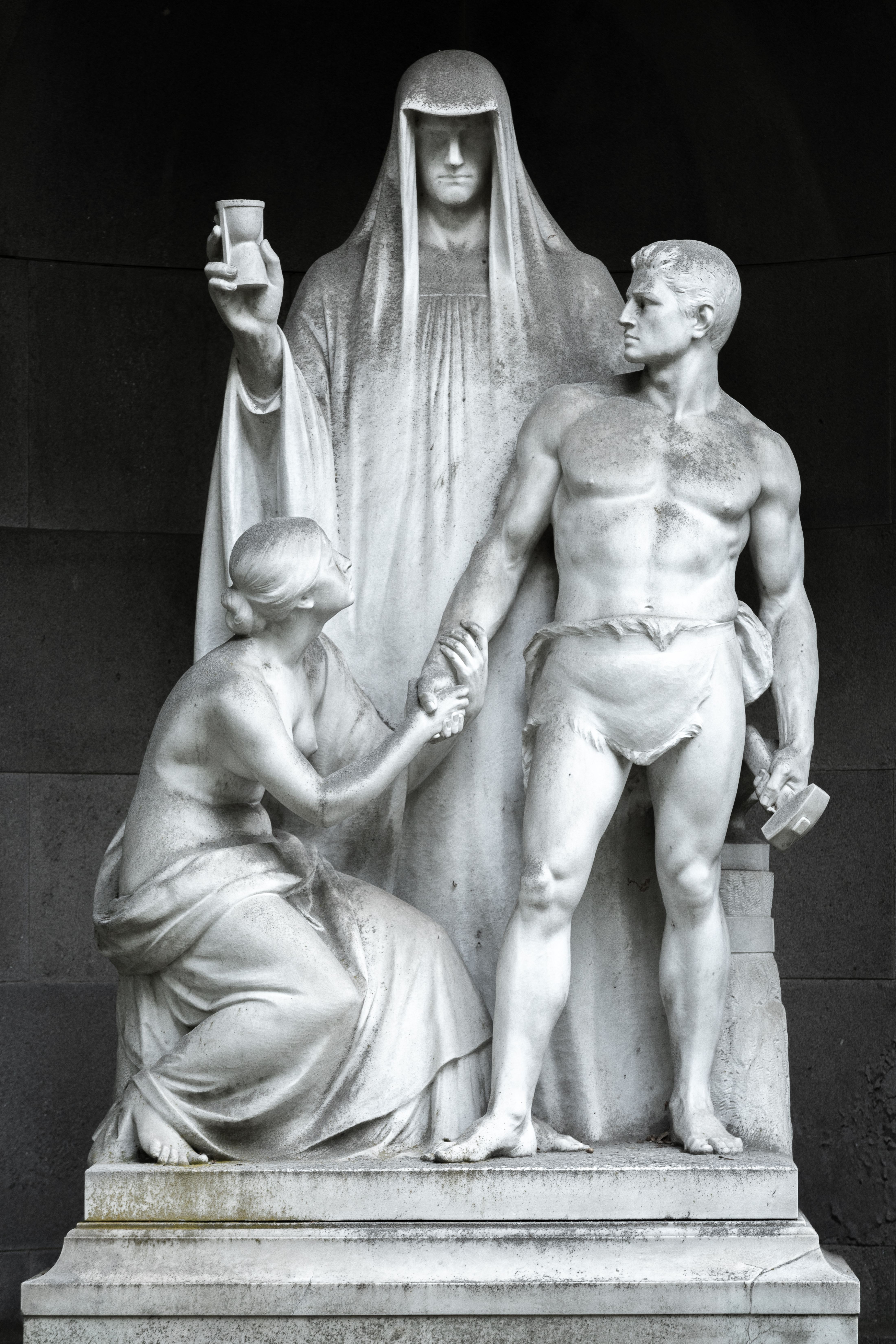
Allegorische Darstellung des Todes – Grabmal auf dem Nordfriedhof in Wiesbaden

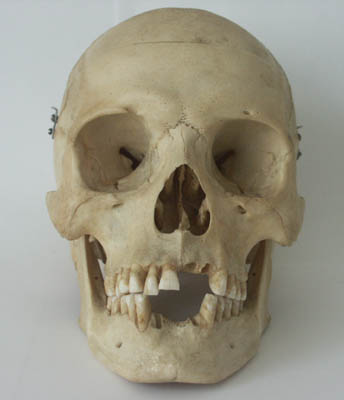
Der menschliche Schädel ist als Totenkopf weltweit ein Symbol für den Tod.

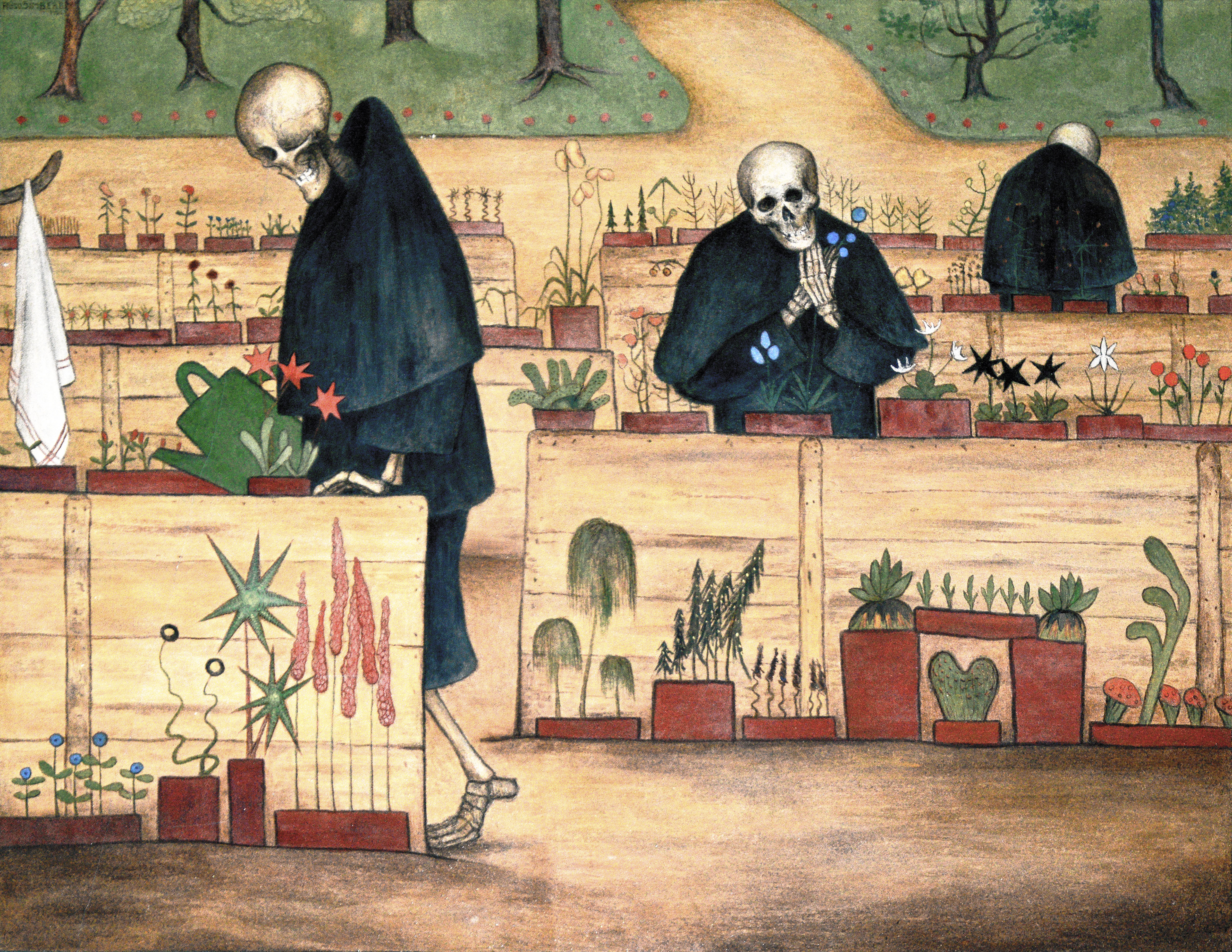
Im Garten des Todes, Hugo Simberg (1906)

Der Tod (wie englisch death und to die von germanisch dauþus ‚Tod‘, und *dau bzw. dawjan, ‚sterben‘) ist (als sogenannter biologischer Tod bei einem Lebewesen) „das endgültige Versagen aller lebenserhaltenden Funktionsabläufe“, in der Medizin auch definiert als „irreversibler Stillstand von Kreislauf und Atmung“. Insbesondere beim Menschen versteht man unter Tod das „Lebensende eines Individuums, medizinisch beschrieben als irreversibler Hirnfunktionsausfall“. Das Adjektiv zu Tod ist tot.
Die aktive Beendigung von Leben wird als Tötung bezeichnet. Der Übergang vom Leben zum Tod wird Sterben genannt, der eingetretene Tod auch lateinisch Exitus letalis, kurz auch Exitus (lateinisch für „Ausgang“ oder „Ende“ im Sinne von „schlimmer Ausgang“ oder „Verderben“). Die griechische Bezeichnung lautet thánatos (θάνατος), die lateinische mors.

## Schwierigkeit einer Definition
„Eine wissenschaftlich exakte Definition des Todes existiert nicht.“
Zur Frage, was der Tod (vereinfacht definiert als das Ende des Lebens) ist, gibt es insbesondere in Religion und Philosophie unterschiedliche Vorstellungen und vielfältige Auffassungen. Die Schwierigkeit einer für alle Lebewesen gültigen Definition lässt sich durch die Beispiele Tod von Einzellern und Tod von Säugetieren verdeutlichen. Im ersten Fall ist der Tod entweder durch den unumkehrbaren Verlust der Zellintegrität (Lyse) oder den unumkehrbaren Verlust der Zellteilungsfähigkeit (durch Zerstörung des Genoms) definiert, im zweiten Fall durch die unumkehrbare Desintegration lebensnotwendiger Organe wie des Herzkreislaufsystems und des zentralen Nervensystems (Gehirn und Rückenmark), was wiederum durch das Absterben der einzelnen Zellen ausgelöst wird. Das Sterben ist (als „Todessyndrom“) ein Prozess und das Eintreten des Todes lässt sich selten exakt einem Zeitpunkt zuordnen.
Eine klassische (humanmedizinische) Definition des Todes lautet „irreversibler Stillstand von Kreislauf und Atmung“ und trifft so auch bei 99 % aller Menschen zu. Wenn ein irreversibler Verlust aller Hirnfunktionen vorliegt, „so spricht man vom Hirntod und setzt diesen dem Individualtod (= klinischer Tod) gleich“, wobei es sich beim Begriff Hirntod nur um ein Todeskriterium handelt. Ein toter (bzw. verstorbener) Organismus befindet sich in einem Zustand, in dem alle Lebensfunktionen erloschen sind. Bei Menschen wird der Eintritt des (irreversiblen) biologischen Todes, bei dem auch kein Herzschlag mehr nachweisbar ist, klinisch gegen den „Hirntod“ abgegrenzt, den irreversiblen Hirnfunktionsausfall bzw. den „Zustand der irreversibel erloschenen Gesamtfunktion des Großhirns, des Kleinhirns und des Hirnstamms“. Ein ohne Großhirn geborenes Kind könnte auch Jahrzehnte am Leben bleiben. Der Philosoph Dieter Birnbacher schrieb 1995: „Ein Mensch kann den ‚Tod‘ seines Herzens überleben, nicht aber den ‚Tod‘ seines Gehirns.“

## Geschichte
Seit biblischen Zeiten war der Atemstillstand das primäre Todeskriterium. Dies wurde mit dem Ausbleiben der Bewegung einer Feder oder des Beschlagens eines kleinen Spiegels festgestellt, die vor Mund und Nase gehalten wurden. Im 18. Jahrhundert erkannte man die Unzuverlässigkeit dieser Methode. Wegen der damals verbreiteten Angst vor einer Bestattung als Lebendiger wurden viele ausgefeilte Gerätschaften entwickelt, mit denen Scheintote signalisieren konnten, dass sie noch am Leben waren. 1740 schlussfolgerte ein Buch, dass die Verwesung das einzig sichere Todeszeichen sei.
Mit der Einführung des Stethoskops im 19. Jahrhundert verlagerte sich die Aufmerksamkeit von der Atmung auf den Herzschlag als ein zuverlässigeres Todeszeichen. Daneben wurden folgende Zeichen erkannt: schlaffe Augäpfel, ein fehlender Pupillenreflex, sowie ein Blutstau in den Netzhautvenen, der kurz nach dem Tod mit einer Ophthalmoskopie feststellbar ist und ‘‘railroading’’ oder ‘‘cattle-trucking’’ heißt. In der Praxis werden diese Zeichen nicht immer vollständig untersucht und es kommt gelegentlich zu Fehldiagnosen, die erst in der Leichenschauhalle erkannt werden. Die besondere Gefahr einer Fehldiagnose bzw. einer Simulation des Todes besteht bei Drogenüberdosis, Hypothermie, Elektrokution und dem Ertrinken. Ein Elektrokardiogramm gibt heute zuverlässigeren Aufschluss über die Herzfunktion als ein Stethoskop. Andere Todeszeichen waren die Totenstarre und die Hypothermie des Körpers in warmer Umgebung.
In den 1950er-Jahren entwickelte Wiederbelebungs- und Lebenserhaltungstechniken wie künstliche Beatmung, Defibrillator und Herz-Bypass haben die Situation verkompliziert und eine neue Definition des Todes unter künstlichen Bedingungen erforderlich gemacht - den Hirntod. Der zugleich aufkeimenden Gewebs- und Organtransplantation folgte die Einsicht, dass der Tod ein dynamischer Prozess und kein statisches Ereignis ist, weil nicht alle Organe und Gewebe gleichzeitig absterben. Die 1968 verabschiedete Erklärung von Sidney der World Medical Association hielt die Gewissheit, dass der Todesvorgang unumkehrbar ist, für wichtiger als den Todeszeitpunkt einzelner Organe und Zellen.
Der Tod beginnt meist mit einem Herz- und Kreislaufstillstand, seltener mit einem Atemstillstand. In beiden Fällen kommt es wegen Sauerstoffmangels innerhalb weniger Minuten zum Hirntod. Organe wie etwa die Nieren sind noch eine Stunde nach dem Tod funktionsfähig und können transplantiert werden, die Hornhaut oder Knochen sogar viele Stunden später.

## Tod als biologisches Phänomen
Alle einzelligen Lebewesen wurden traditionell als potenziell unsterblich klassifiziert, sie würden nur durch widrige Umwelteinflüsse ums Leben kommen und ohne solche unbegrenzt weiterleben. Einzeller würden demnach nicht aus intrinsischen Gründen sterben, sondern nur durch Unfälle oder Feinde.
Neben dem Tod durch Umwelteinflüsse ist aber zumindest bei einigen Arten, vermutlich aber weit verbreitet oder sogar universell, der Tod auch bei Einzellern unter bestimmten Bedingungen genetisch „programmiert“. Auch bei einzelligen Organismen gibt es den programmierten Zelltod, der auf ganz ähnlichen genetischen Mechanismen wie bei Mehrzellern beruht. Beschrieben wurde er etwa an der einzelligen Alge Chlamydomonas reinhardtii oder dem parasitischen Protozoen Trypanosoma cruzi und sogar bei dem prokaryotischen Darmbakterium Escherichia coli. Da die Vorgänge anhand mehrzelliger Organismen definiert worden sind, wirft ihr Auftreten bei Einzellern nomenklatorische Probleme auf. Der programmierte Zelltod bei Einzellern beruht, wie bei Mehrzellern auch, auf Kommunikationsvorgängen der Einzelzellen untereinander, er ist also evolutiv entstanden und gesteuert. Dabei kommt der „freiwillige“ Tod von einigen Individuen unter schwierigen Bedingungen anderen derselben Art zugute. Er kann also durch Mechanismen der Verwandtenselektion erklärt werden.
Mit dem Aufkommen der Mehrzelligkeit geht bei den meisten Mehrzellern eine Differenzierung der Zellen in Keimzellen und Körperzellen einher. Die Keimzellen bilden bei vielen Mehrzellern eine Keimbahn. Sie sind wie Einzeller potentiell unsterblich. Die den Körper bildenden Körperzellen können sich zwar teilen, unterliegen aber Alterungsprozessen und sterben ab. Stirbt die Gesamtheit der Körperzellen eines vielzelligen Organismus, dann bilden sie eine Leiche. Die „Erfindung“ der Leiche geht somit mit der Mehrzelligkeit einher.
Die biologische Begründung für den natürlichen Tod – und das Altern – wird von Wissenschaftlern im Mechanismus der Evolution vermutet: Hat ein Lebewesen sein Erbgut erfolgreich weitergegeben (sind die Nachkommen überlebensfähig), dann existiert das Erbgut in den Nachkommen fort. Ereignisse, die erst nach der letzten erfolgreichen Weitergabe des Erbguts auf den weitergebenden Organismus wirken, haben keine direkte Auswirkung auf den Genpool der Art. Folglich können sich im Erbgut Faktoren ansammeln, die das weitere Leben nach der erfolgreichen Erbgutweitergabe bestimmen, ohne dass sie dem Selektionsdruck ausgesetzt sind. Dazu zählen Erbkrankheiten, die erst im fortgeschrittenen Alter ausbrechen, wie die Nervenkrankheit Chorea Huntington. Diese „genetisch unaufgeräumten Winkel“ verursachen, so die Theorie, den Alterstod. Dass der Alterstod nicht zwangsläufig sein muss, zeigen Experimente mit bestimmten Seegurken-Arten: Diese konnten über Jahrzehnte am Leben erhalten werden, ohne dass Alterungserscheinungen auftraten. Voraussetzung für die völlige Aussetzung der Selektion ist, dass es ein Alter gibt, von dem an eine Fortpflanzung nicht mehr möglich ist. Bei Lebewesen, die sich durch Knospung vermehren, ist dies oft nicht gegeben. Diese sollten nach dieser Theorie potenziell unsterblich sein.
Zwei Faktoren können jedoch nach der „Erbgutweitergabe“ einen Selektionsdruck auf Gene bewirken, die sich auf den Todeszeitpunkt auswirken:
- Bei höher entwickelten Lebewesen ziehen die Eltern ihre Nachkommen groß. Sterben die Eltern während dieser Zeitspanne, verringern sich die Chancen für das Überleben der Nachkommen und somit auch für die Weitergabe ihres Erbgutes an die nächste Generation.
- Andererseits würde ein extrem langes Weiterleben nach der Fortpflanzung oder gar nach dem Verlust der Fortpflanzungsfähigkeit dazu führen, dass für die Nachkommen weniger Platz und Ressourcen in ihrem Habitat vorhanden sind. In dieser Hinsicht ist der Tod der Eltern nützlich und notwendig für die Nachkommen.

Evolutionsbiologisch betrachtet, hat eine rasche Abfolge der Generationen den Vorteil, dass eine schnellere Anpassung an veränderte Umweltbedingungen möglich ist: Veränderter Selektionsdruck kann dann rasch zu einer Veränderung des Genpools führen. Dem steht entgegen, dass für komplexere Lebewesen längere Entwicklungs- und Lebensspannen (Zeitspannen für die Fortpflanzung) erforderlich sind.

## Todesursachen

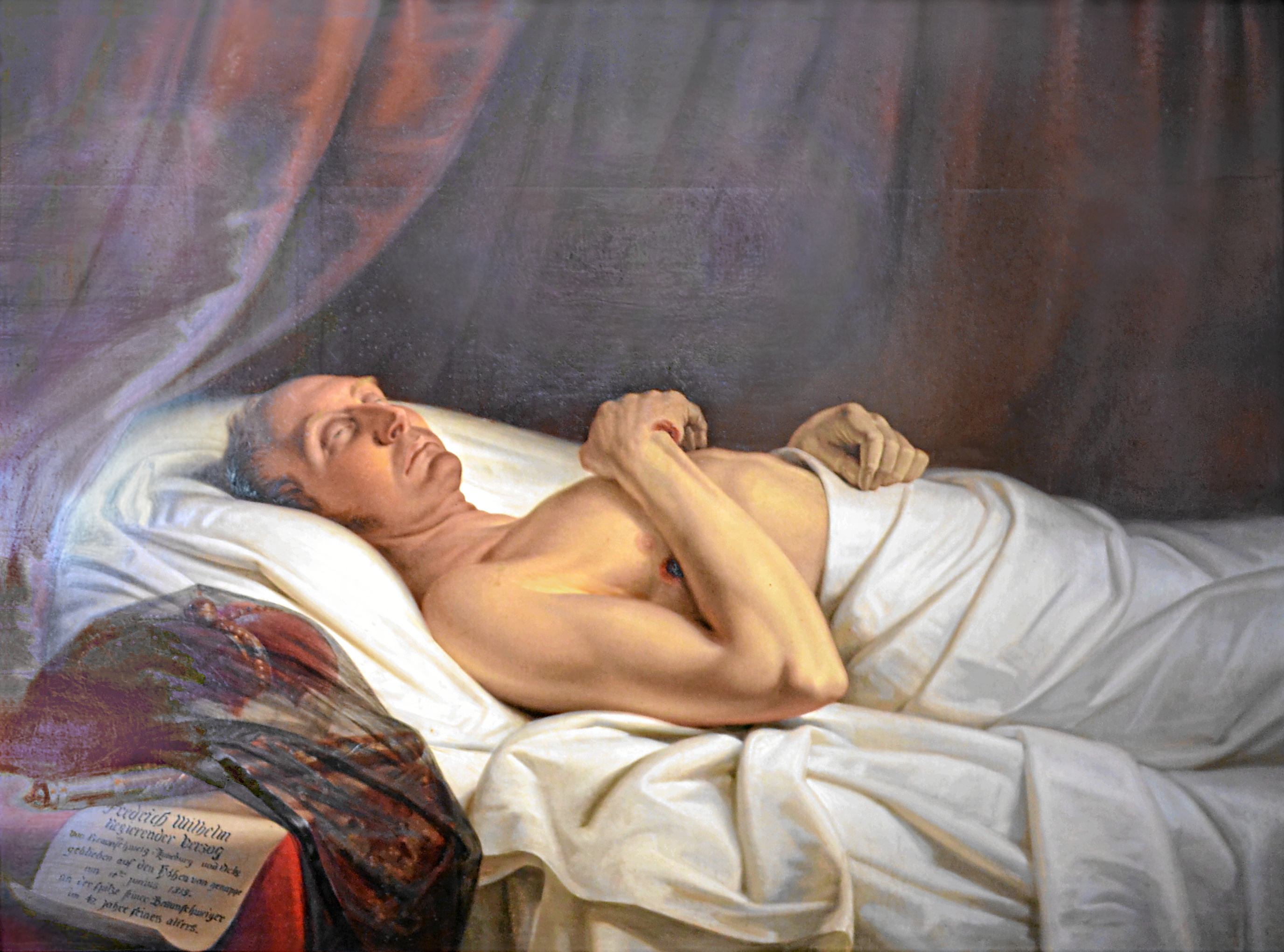
„Herzog Friedrich Wilhelm auf dem Totenbett“ von Mathieu Ignace van Brée, einen Tag nach dem Tod des Herzogs in der Schlacht bei Quatre-Bras gemalt

Todesursachen werden in der Medizin im Fachgebiet Epidemiologie behandelt. Es gibt häufige, seltene und geschlechtsspezifische Todesursachen beim Menschen. Die Mortalität drückt die Wahrscheinlichkeit aus, an einer Krankheit zu sterben, unabhängig davon ob man an ihr davor erkrankt ist oder nicht. Sie bezieht sich also auf die Gesamtbevölkerung. Dagegen drückt die Letalität die Wahrscheinlichkeit aus, an einer Krankheit zu sterben unter der Voraussetzung, dass man an ihr davor erkrankt ist. Im engeren Sinne unterscheidet man beim Eintritt des Todes einerseits konkret fassbare Ursachen, andererseits werden aus den jeweiligen Umständen des Todes einer Person abgeleitete, psychogene Faktoren diskutiert, die als Ursache des Todes in Erscheinung treten sollen.
- Zu den natürlichen Todesursachen zählen Krankheiten und das Versagen von Körperfunktionen.
- Zu den nicht natürlichen Todesursachen rechnet man Verletzungen (Unfälle, Verbrechen, Krieg), Vergiftungen und Suizide. Bei Verkehrsunfällen beispielsweise versterben viele der Unfallopfer an den Folgen eines Polytraumas.

Der Anteil tödlicher (todbringender) Herz-Kreislauferkrankungen, Unfälle und Verletzungen sinkt. In Deutschland ist zwischen 1990 und 2004 die Rate der durch Herz-Kreislauf-Krankheiten und sogenannte äußere Ursachen bedingten Todesfälle deutlich zurückgegangen. Die Sterblichkeitsraten bei Herz-Kreislauf-Krankheiten reduzierten sich zwischen 1990 und 2004 bei Männern um 38,2 und bei Frauen um 33,1 Prozent. Die Sterblichkeit infolge äußerer Ursachen sank bei Männern um 32,7, bei Frauen um 40,1 Prozent. Dagegen ging die Krebssterblichkeit bei Frauen nur um 15,8 und bei Männern um 18,7 Prozent zurück. 2011 waren in Deutschland 40,2 % der Todesfälle auf Herz-Kreislauf-Erkrankungen und 26 % auf Krebserkrankungen zurückzuführen.

## Der Übergang vom Leben zum Tod
Der Sterbevorgang ist der Übergang vom Leben zum Tod. Die genaue Grenze zwischen Leben und Tod ist schwer zu definieren. Je weiter man von der Grenzzone zwischen beidem entfernt ist, desto klarer scheint der Unterschied zwischen Leben und Tod, je näher man an der Grenze ist, desto unschärfer wird sie. So können Lebewesen, die bereits einen Herzstillstand haben, manchmal erfolgreich wiederbelebt werden (s. a. Nahtoderfahrung). In den ersten 20 bis 30 Minuten nach Herzstillstand kann die Todesfeststellung schwierig sein; auch besteht zum Beispiel bei Unterkühlungen, Elektrounfällen, metabolischen Komata, Vergiftungen und hypoxischer Hirnschädigung die Möglichkeit eines Scheintodes (Vita minima). Deshalb empfehlen Regeln zur Durchführung der ärztlichen Leichenschau in solchen Fällen Wiederbelebungsmaßnahmen und Einweisung in ein Krankenhaus.
Es können nicht nur einzelne Zellen und Gewebe, sondern auch das Rückenmark (als Teil des Zentralnervensystems) während des „intermediären Lebens“ noch viele Stunden nach eingetretenem Hirntod auf äußere Einflüsse reagieren. Auch hier hängt das Festlegen des Todeszeitpunkts von der Art und Weise der Definition ab.

## Todesfeststellung
In Deutschland ist es Aufgabe eines Arztes, den Tod eines Menschen bei der regulären Leichenschau anhand sicherer Todeszeichen festzustellen und darüber eine ärztliche Bescheinigung auszustellen.
Nach Funktionsverlust von Atmungs-, Kreislauf- und Zentralnervensystem (dem potenziell reversiblen „klinischer Tod“) können gegebenenfalls die körperlichen Funktionen maschinell und medikamentös aufrechterhalten werden. Um in dieser Situation den Tod des Menschen festzustellen, muss der irreversible Hirnfunktionsausfalls (IHA, Hirntod) diagnostiziert werden. Dazu darf unter anderem keine eigenständige Atmung mehr vorliegen und keine neurologische Aktivität (gemessen mittels EEG) mehr nachweisbar sein. Die Definition des Hirntodes gehört in Deutschland zu den Grundlagen des Transplantationsgesetzes und wurde zuletzt 2022 durch den Wissenschaftlichen Beirat der Bundesärztekammer angepasst. Die in Deutschland gültige Richtlinie zur Hirntodfeststellung bietet im internationalen Vergleich eine hohe Diagnosesicherheit ohne bestätigte Fehldiagnosen.
Für eine Organentnahme zur Transplantation wird der diagnostizierte Hirntod des Organspenders vorausgesetzt. Bis zur Entnahme der Organe werden die Organfunktionen durch organprotektive Intensivtherapie aufrechterhalten, da die entnommenen Organe sonst irreversibel geschädigt würden und nicht mehr transplantierbar wären.

## Der Tod von Menschen aus rechtlicher Sicht

### Gesetzliche Definition

#### Deutschland
Im deutschen Recht gibt es keine gesetzliche Definition des Todes.
In der Regel stellt ein Arzt den Tod eines Menschen bei der Leichenschau anhand sicherer Todeszeichen fest und stellt eine ärztliche Bescheinigung aus.
Der Sterbefall ist spätestens am dritten auf den Tod folgenden Werktag mit Vorlage der Todesbescheinigung dem zuständigen Standesamt anzuzeigen (§ 28 Personenstandsgesetz), welches den Sterbefall beurkundet und eine Sterbeurkunde erteilt. Meldepflichtig sind nach § 29 und § 30 PersStG Mitbewohner der Wohnung, in der der Verstorbene gelebt hat, und Leiter von Anstalten, Kliniken, Heimen, wenn der Verstorbene dort gestorben ist.
Der tote menschliche Körper ist ein Leichnam, der totenfürsorgebedürftig ist. An einer Leiche gibt es kein Eigentum, sondern nur Aneignungsrechte. Die Totenfürsorgepflichtigen sind nach Bestattungsrecht der Bundesländer zur Durchführung der Bestattung verpflichtet (siehe auch Bestattungspflicht). Der Erbe ist nach § 1968 BGB zur Zahlung der Bestattungskosten verpflichtet.
Das Transplantationsrecht verlangt für eine Organentnahme bei einem Menschen (neben anderen Voraussetzungen) kumulativ den Tod des Organspenders (§ 3 Abs. 1 Nr. 2 TPG) sowie den endgültigen, nicht behebbaren Ausfall der Gesamtfunktion des Großhirns, des Kleinhirns und des Hirnstamms (Gesamthirntod, § 3 Abs. 2 Nr. 2 TPG). Damit hat der Gesetzgeber keine Definition des Todes vorgenommen, sondern den Gesamthirntod lediglich als notwendige Bedingung für die Organentnahme festgeschrieben. In der Rechtspraxis wird allerdings unter Tod i. S. d. § 3 Abs. 1 Nr. 2 TPG der Gesamthirntod verstanden. In zumeist ausdrücklicher Anlehnung an das Transplantationsrecht greift die Rechtsprechung auch in anderen Rechtsgebieten in Zweifelsfällen auf den Gesamthirntod als Todesdefinition zurück.

#### Schweiz
Das Schweizer Transplantationsgesetz vom Dezember 2003 definiert in Art. 9 Satz 1 den Tod eines Menschen als den „irreversiblen Ausfall der Funktionen seines Hirns einschließlich des Hirnstamms“.

### Erbrecht
Der genaue Todeszeitpunkt kann bei erbrechtlichen Fragen eine Rolle spielen. Mit dem Tod endet die Rechtsfähigkeit des Menschen, wenn auch das postmortale Persönlichkeitsrecht und gewisse weitere Schutzrechte (z. B. in Form der Schweigepflicht) fortdauern.

### Rechtsmedizin
Zur Aufklärung von Verbrechen sowie für Erbschaftsfragen ist gelegentlich die Feststellung der Todesursache oder die Feststellung des Todeszeitpunktes von Bedeutung. Dies ist Aufgabe der Rechtsmedizin.

#### Todesursache
Bei den – zumindest aus medizinisch-wissenschaftlicher Sicht – konkret fassbaren Todesursachen versucht man, die gewaltsamen von den nicht gewaltsamen Todesursachen zu unterscheiden. Diese grobe Unterteilung wird von den für die Untersuchung zuständigen Amtspersonen mit dem Begriff Todesart bezeichnet und kennt die Möglichkeiten natürlich und nicht-natürlich. Die Bezeichnung als ungeklärt benennt ein unvollständiges (manchmal vorläufiges) Untersuchungsergebnis. Eine nach dem Tod eines Individuums letztlich ermittelte „Todesursache“ ist eine rekonstruktive Formulierung, die das Ergebnis eines umsichtigen Einreihens der einzelnen zur Verfügung stehenden Beobachtungen in einen Erfahrungsrahmen ist, die umso besser gelingt, je mehr Beobachtungen zur Verfügung stehen.
Die Formulierung von Todesursachen kann Fehlern unterliegen: beispielsweise ungenügende Untersuchung der verstorbenen Person oder Verkennen kausaler Zusammenhänge. Das Spezifitäts-Paradox ist ebenfalls ein nicht seltener Fehler: Nur weil eine bestimmte Beobachtung besonders genau dokumentiert wurde, ist sie nicht allein deswegen der wichtigste Faktor im pathophysiologischen Sterbeprozess. Die Untersuchung einer Todesursache bedingt, je nach konkreter Fragestellung, eine äußere Leichenschau, eine autoptische Leichenöffnung und eine toxikologische Untersuchung mit der Frage nach Vergiftung. Die Frage nach Vergiftung durch Drogen wie Alkohol oder Medikamente oder durch andere Substanzen kann bei ausschließlich äußerer Untersuchung meist nicht beantwortet werden.
Welche Untersuchungsschritte zur Etablierung einer Todesursache unabdingbar sind, hängt zum einen vom öffentlichen Anspruch an das Ergebnis der Todesursachenbestimmung ab, zum anderen von den konkreten Gegebenheiten. Es gibt Ereignisarten, die im Interesse einer funktionierenden Rechtspflege nicht übersehen werden sollten; dazu gehören Tötungen, Vernachlässigungen, medizinische Behandlungsfehler, Unfälle als Folge technischer Mängel, Unfälle als Folge verantwortungslosen Handelns; und man kennt meldepflichtige infektiöse Erkrankungen, deren Vorliegen mitunter nach Abschluss einer amtlichen Untersuchung konstatiert werden kann.
Die von Amtes wegen vorgeschriebene Strategie zur Untersuchung von Todesursachen unterscheidet sich daher auch von Gesetzgebung zu Gesetzgebung. Zweckmäßig ist mindestens
1. das routinemäßige Durchführen einer toxikologischen Untersuchung von Blut und Urin,
2. die routinemäßige Inspektion der äußeren Körperoberfläche und
3. die routinemäßige Untersuchung der dem Tod vorausgehenden Umstände und der Auffindesituation bei jedem Todesfall durch
4. geschultes Personal.

Ohne triftigen Grund sollte keiner dieser vier für die Todesursachen-Untersuchung wichtigen Bereiche ausgelassen werden. Es erstaunt daher nicht, dass Gesetzgebungen, die auf eine oder mehrere dieser vier für die Todesursachen-Untersuchung wichtigen Bereiche verzichten, zu Überraschungen führen können.

#### Todeszeitpunkt
Bei Menschen ist der Todeszeitpunkt, besonders bei Verdacht auf eine Straftat, für die Rechtsmedizin von juristischer Relevanz. Zur Feststellung des Todeszeitpunktes oder der Leichenliegezeit stehen der Rechtsmedizin verschiedene Methoden zur Verfügung. So geben die Beurteilung der Leichenflecken sowie der Leichenstarre (Beginn der Totenstarre nach 2–4 Stunden, volle Ausprägung nach 6–8 Stunden, Lösung nach 2–3 Tagen) ebenso Anhaltspunkte wie die mechanische und elektrische Erregbarkeit der Muskulatur. Als eine der genauesten Methoden (bei kürzlich Verstorbenen) gilt die temperaturgestützten Todeszeitschätzung, bei der die Körperkerntemperatur bestimmt wird und unter Berücksichtigung der Außentemperatur, des Körpergewichtes und der Auffindungsumstände zur Berechnung der Abkühlzeit und Bestimmung des Todeszeitpunktes benutzt werden.
Zudem gibt es die forensische Entomologie, durch die die langfristige Leichenliegezeit, durch die Auswertung von Insekten, die im Zuge der Verwesung tote Körper besiedeln, eingegrenzt werden kann. Kriterien sind hierbei neben der Intensität der Besiedlung auch die vorhandenen Spezies sowie ihre Entwicklungsstadien.

## In der Philosophie und Religion
Zu den Konsequenzen des Todes für das betroffene Individuum lassen sich vier philosophische Grundhaltungen unterscheiden:
1. Der Tod ist das endgültige Ende der körperlich-organischen und der aktiven, physisch feststellbaren geistigen Existenz eines Lebewesens (z. B. Ganztodtheorie)
2. Der Tod ist nur eine Phase, die schließlich zu einem neuen individuellen Leben führt (Wiederverkörperung durch Reinkarnation)
3. Der Tod ist der unumkehrbare Übergang in einen anderen Seinszustand (Weiterleben in einem Totenreich, Jenseits, Auferstehung, Himmel, Unsterblichkeit), s. a. Leben nach dem Tod
4. Leben und Tod sind indifferent (in einigen mystischen Richtungen, wie im Zen)

Unterschiedliche Auffassungen in Religionen und philosophischen Richtungen werden im Artikel Leben nach dem Tod behandelt (s. a. Nahtoderfahrungen).

## Nachtod-Kontakt zu toten Menschen und Medium
Manche glauben an Nachtod-Kontakte bzw. daran, dass ein Medium Kontakte zu verstorbenen Menschen herstellen kann. Dieser sogenannte Mediumismus ist besonders in England, Wales und in der Schweiz verbreitet.

## Rezeption, der Umgang mit dem Tod in der Gesellschaft
Der Umgang mit dem Tod fällt in der heutigen Gesellschaft schwer, so gibt es nur für wenige Begriffe so viele Synonyme und abmildernde Bezeichnungen wie für den „Tod“.
Der direkte Umgang mit dem Tod ist seltener geworden, da er häufig nicht mehr im Kreise der Familie oder inmitten von Gefährten (wie im Krieg oder im Katastrophenfall) eintritt, sondern in Kliniken und der Leichnam daraufhin von Bestattungsunternehmen übernommen wird.

### Kultursoziologischer Ansatz
Der soziale Umgang mit dem Tod hängt zunächst stark davon ab, ob eine Kultur den „Tod“ als Tatsache verneint oder bejaht. Sie betonen damit eine der beiden Möglichkeiten, die in jedem einzelnen Menschen psychisch präsent sind, denn einerseits lernt er glaubhaft bereits im Jugendalter „Alle Menschen sind sterblich“ und andererseits hat er bis an die Schwelle von schwerer Krankheit oder Alter die innerliche Überzeugung, er lebe immer weiter.
Verneint eine Kultur die Endgültigkeit des Todes, so müssen bereits die Lebenden einerseits mit dem Weiterwirken der Verstorbenen rechnen, diese eventuell auch fürchten, andererseits sich auf ihren eigenen physischen Tod einstellen, um ihr andersartiges Weiterleben zu optimieren, beispielsweise, um Strafen für diesseitige Schuld im Jenseits zu vermeiden. Entsprechend entwickeln solche Kulturen Konzepte des körperlichen oder geisterhaften Weiterlebens, der Wiedergeburt, des Ewigen Lebens und entsprechende Bräuche und Rituale, wie behausende Bestattungsformen, Ahnenkulte, Opfer und Fürbitten.
Verneint eine Kultur jedes diesseitige oder jenseitige Weiterleben, sieht sie also den Tod als endgültig an – wie die alten Griechen den Hades –, so sind ihre Mitglieder ganz darauf verwiesen, ihr Diesseits zu gestalten und ihr Weiterleben im Diesseits zu beeinflussen, vor allem also für ihr Angedenken, im stärksten Fall für ihren Nachruhm zu sorgen. Auch hier finden sich darauf abgestimmte Bräuche und Rituale (Trauer, erinnernde Grabmale, regelmäßige Gedenktermine, Gedenkstätten).

### Psychoanalytischer Ansatz
Hier wird mit der Entgegensetzung und -wirkung des Sexual- und des Todestriebs in jedem Einzelnen gearbeitet. Beide Triebe sind nicht auslebbar, also müssen sie minder oder mehr unterdrückt werden. Dies geschieht nicht nur bewusst, sondern – angesichts der Stärke dieser Triebe vorhersehbar – auch unbewusst. Entsprechend wird der Tod verdrängt oder so verarbeitet, dass er ins Vorbewusste zurücktritt und alltags den Menschen nur gelegentlich behelligt. Doch verschwindet er nicht völlig, sondern macht sich in Gewohnheiten, wie regelmäßigen angstvollen Gebeten, Träumen oder Neurosen, bemerkbar.
Wie viel Triebunterdrückung nötig erscheint, hängt wiederum von der jeweiligen Kultur ab – von der vorherrschenden Todesbejahung (als Heldentod) bis zur vorherrschenden Todesverneinung (als Höllenangst).

## Forschung und Wissenschaft
Mehrere Wissenschaften befassen sich direkt mit dem Tod und, im Zusammenhang damit, mit den Sterbenden und Hinterbliebenen:
- Thanatologie
- Thanatosoziologie (als spezielles Teilgebiet der Soziologie)
- Palliativmedizin
- Psychologie
- Theologie
- Philosophie
- Pädagogik

Der Tod des Menschen gehört auch zum Forschungsbereich der Sterbeforschung und dort insbesondere die Nahtoderfahrung.

## In der Kunst

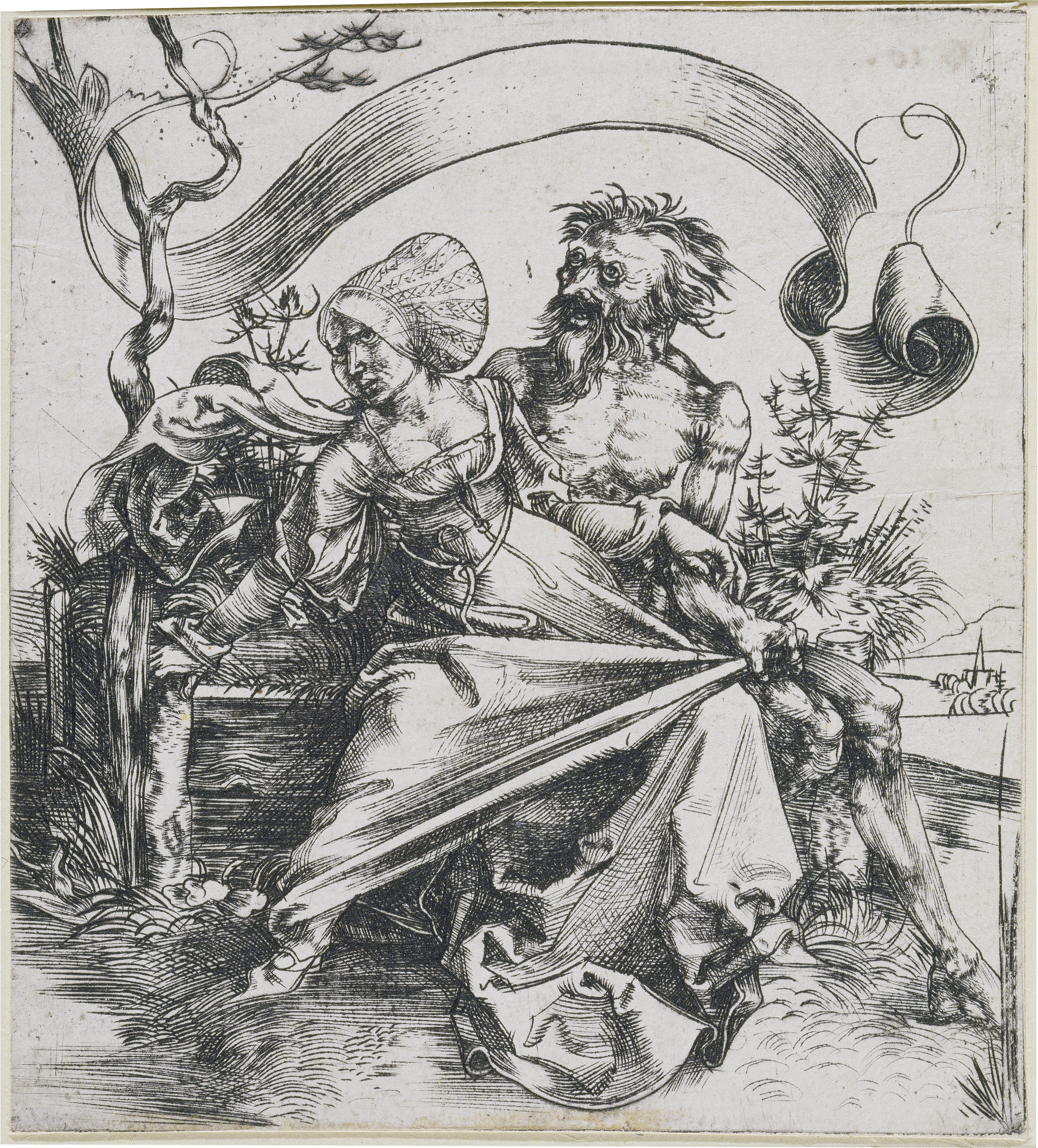
Der Tod, Kupferstich um 1494 bis 1496.

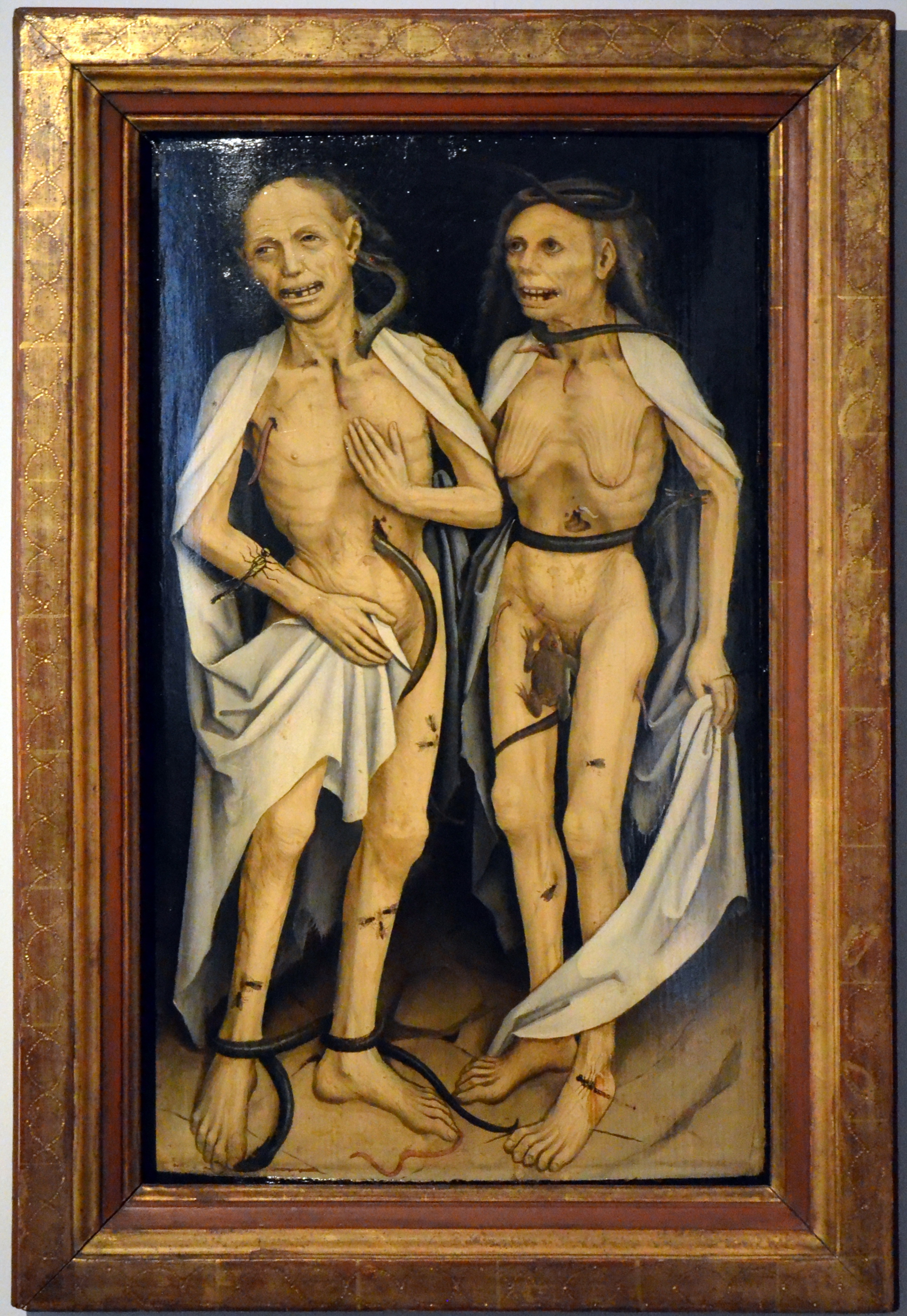
Verstorbenes Liebespaar, Gemälde eines unbekannten oberrheinischen Künstlers, um 1470 (Straßburg, Frauenhausmuseum)

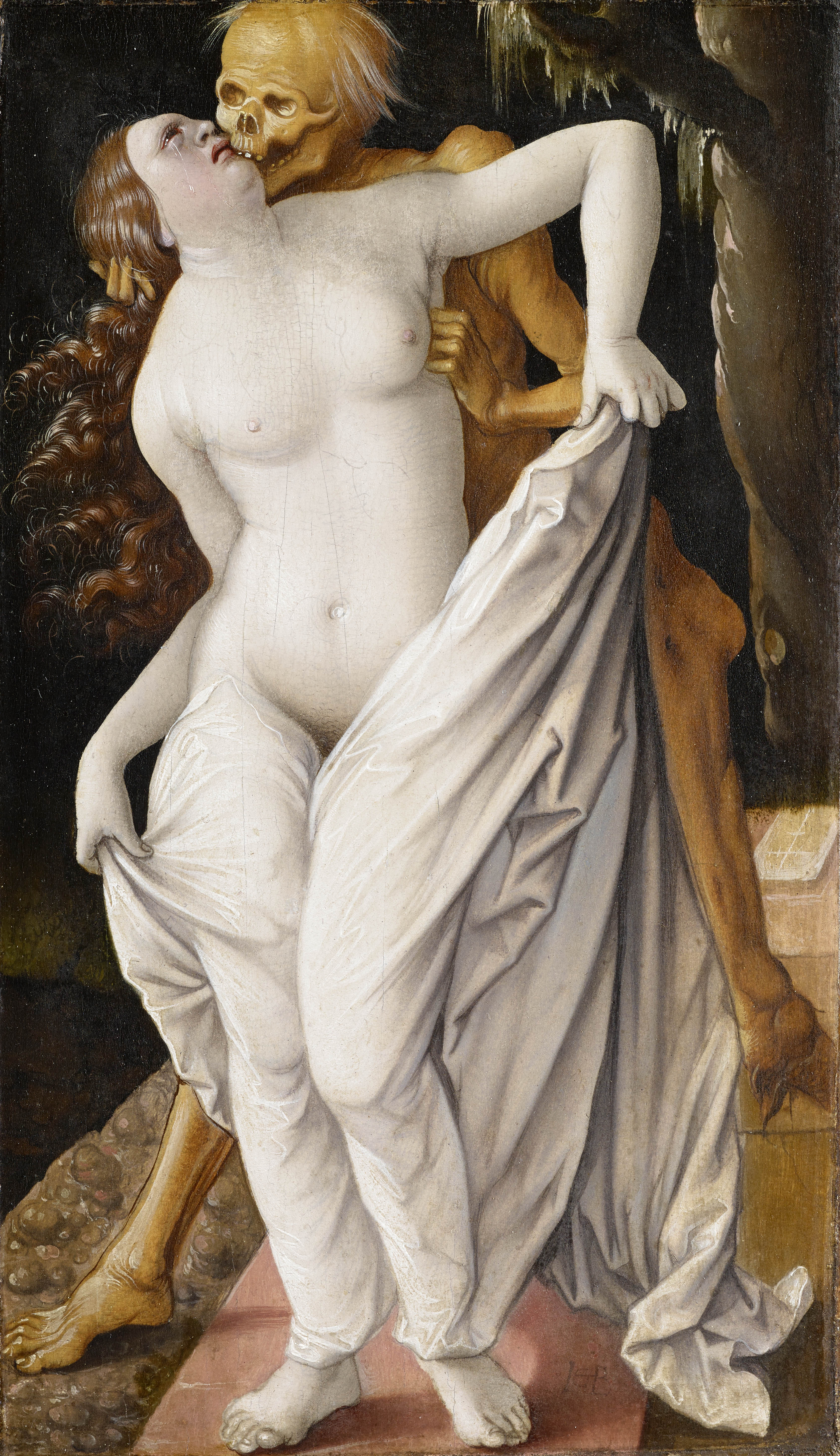
Hans Baldung Grien: „Tod und Frau“ (1518–1520)

Oftmals wird der Tod in der Kunst personifiziert, etwa als Sensenmann (manchmal mit Stundenglas), oft als Skelett („Knochenmann“), gelegentlich auch als halbverweste Leiche dargestellt. Von Künstler geschaffene Personifizierungen finden sich etwa
- in Albrecht Dürers Der Tod
- in sogenannten Totentänzen wie bei Hans Holbein der Jüngere
- in der Reihe Totentanz von Daniel Chodowiecki von 1791
- in Johannes von Tepls Der Ackermann aus Böhmen,
- im Märchen der Gebrüder Grimm Der Gevatter Tod,
- in Hugo von Hofmannsthal Jedermann,
- in Wolfgang Borcherts Draußen vor der Tür,
- in Woody Allens Einakter Death Knocks („Der Tod klopft“, vertont von Christian Jost) oder
- in Terry Pratchetts Mort („Gevatter Tod“).
- in Paul Celans Gedicht Todesfuge heißt es: „Der Tod ist ein Meister aus Deutschland“.
- in Michael Köhlmeiers Novelle Sunrise.

Ein zentrales Thema bildet der Tod bei Thomas Mann, so bereits in seinen frühen Erzählungen (Der Weg zum Friedhof, Der Kleiderschrank), vor allem aber in Der Tod in Venedig und Der Zauberberg.
Zentrales Thema ist der Tod auch in den Werken vieler anderer Autoren, wie z. B. in:
- Lew Tolstois Der Tod des Iwan Iljitsch (1886)
- Eyal Meggeds Unter den Lebenden (2015)

In der darstellenden Kunst wird die Vergänglichkeit des Lebens mit Hilfe verschiedener Vanitas-Symbole dargestellt. Der Tod wird oft als Skelett mit Sense (Sensenmann) oder Schädel gezeigt. Die Sense dient dazu, die Seele vom Körper zu trennen.
Das Faktum, das Jahr oder das Datum des Todes eines Menschen, aber auch das Ausgestorben-Sein einer Tier- oder Pflanzenart wird häufig, insbesondere in christlich dominierten Kulturen mit dem Schriftzeichen Kreuz † dargestellt. Für Bergleute und geschlossene Bergwerke gibt es die gekreuzten „Hämmer“ in der Orientierung der Hammerköpfe nach unten. Pfadfinder kennen dafür das Kreissymbol mit fettem Punkt in der Mitte mit der allgemeinen Bedeutung als Bodenzeichen „Ich habe meine Aufgabe getan“.

## In der Alltagssprache

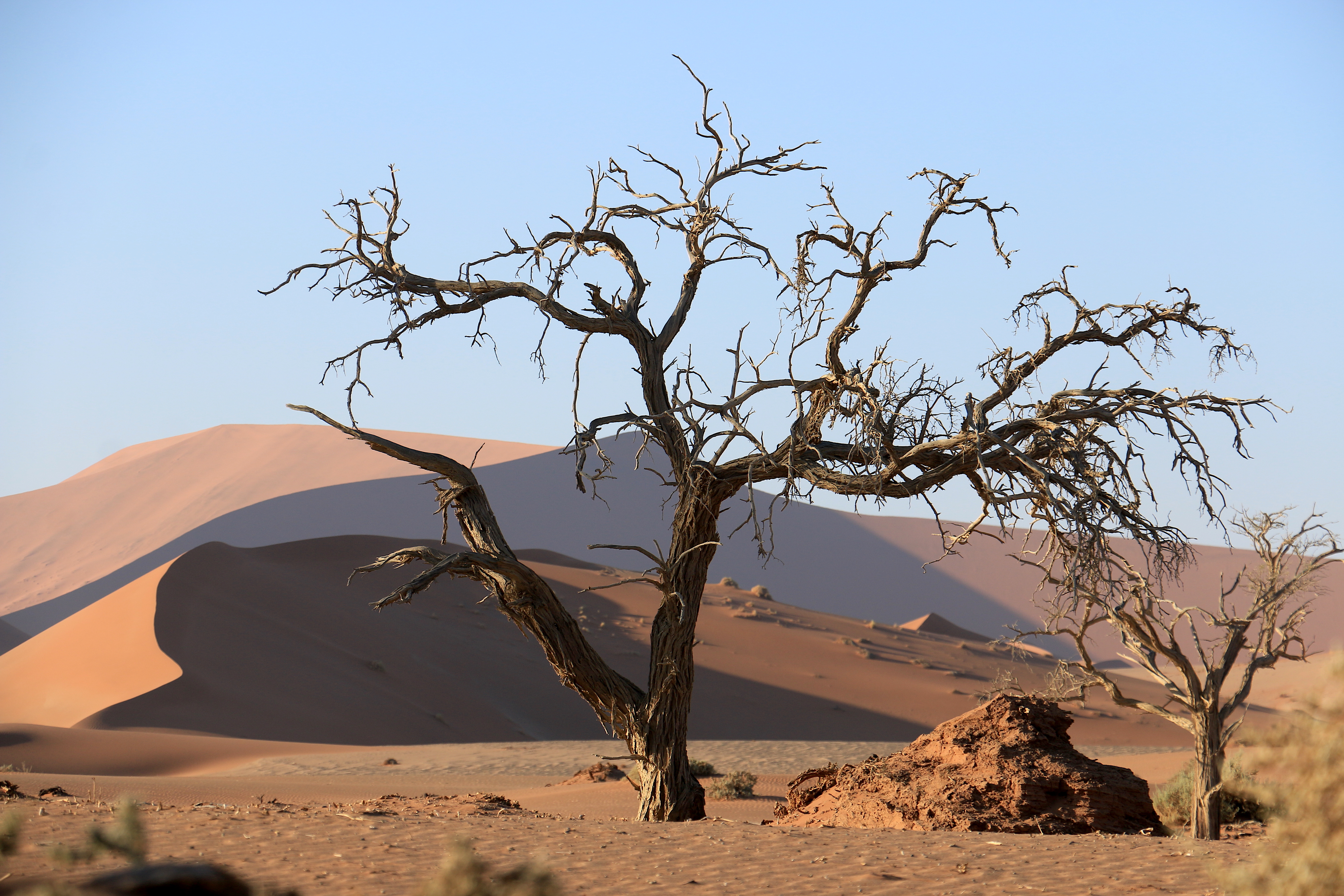
Abgestorbener Kameldornbaum im Sossusvlei

Der Tod von Menschen ist oft ein Tabuthema. Daher haben alle Sprachen euphemistische Ausdrücke, um den Tod zu umschreiben. Oft handelt es sich dabei um Ausdrücke, die anstelle der Endgültigkeit des Todes einen Übergang in ein potentielles Jenseits betonen. In der deutschen Sprache sind Euphemismen wie Verlassen, Heimgehen, die letzte Reise antreten gebräuchlich. Regional wird auch häufig „Abberufen werden“ (zum christlichen Gott) verwendet. Ein Soldat, der bei Kampfhandlungen ums Leben gekommen ist, wird als Gefallener bezeichnet.
Bezeichnungen für den Tod, die auf einen eher familiären Umgang mit ihm hinweisen, sind: Boanlkramer, Freund Hein, Schlafes Bruder, Gevatter Tod, der Schnitter oder Hein Klapperbein.
Direkte Darstellungen des Todes als Wesen sind des Weiteren Boandlkramer, Charon, Dengelgeist, Shinigami, Davy Jones’ Locker oder Todesengel.
Es gibt verschiedene Vorstellungen, was nach dem Tod passiert: Fegefeuer, Limbus (Theologie), Partikulargericht, Leben nach dem Tod, Reinkarnation, Hölle oder Nichts.

## Statistik (Deutschland)
Sterbefälle pro Monat 2000–2021:
|      | Januar  | Februar | März    | April  | Mai    | Juni   | Juli   | August | September | Oktober | November | Dezember | Gesamt    |
| ---- | ------- | ------- | ------- | ------ | ------ | ------ | ------ | ------ | --------- | ------- | -------- | -------- | --------- |
| 2000 | 83.841  | 77.307  | 73.131  | 68.285 | 66.830 | 65.220 | 65.007 | 65.604 | 63.687    | 68.582  | 68.550   | 72.753   | 838.797   |
| 2001 | 74.828  | 65.680  | 73.293  | 69.121 | 69.384 | 65.240 | 68.517 | 66.829 | 64.468    | 68.300  | 68.452   | 74.429   | 828.541   |
| 2002 | 76.022  | 66.097  | 75.000  | 71.761 | 69.034 | 66.595 | 67.035 | 67.259 | 63.951    | 71.084  | 69.577   | 78.272   | 841.687   |
| 2003 | 79.113  | 72.341  | 83.497  | 70.144 | 68.225 | 66.029 | 68.133 | 73.767 | 64.519    | 68.806  | 66.955   | 72.417   | 853.946   |
| 2004 | 75.332  | 68.300  | 73.288  | 67.638 | 66.532 | 64.477 | 65.155 | 65.784 | 63.510    | 68.406  | 66.827   | 73.022   | 818.271   |
| 2005 | 73.559  | 72.275  | 83.271  | 68.245 | 69.328 | 64.485 | 64.725 | 64.075 | 62.261    | 67.033  | 67.339   | 73.631   | 830.227   |
| 2006 | 74.227  | 66.792  | 73.680  | 68.105 | 67.837 | 66.177 | 72.864 | 64.777 | 64.502    | 65.965  | 66.288   | 70.413   | 821.627   |
| 2007 | 72.665  | 67.310  | 76.221  | 69.944 | 67.500 | 64.033 | 66.683 | 64.352 | 63.129    | 68.706  | 70.062   | 76.550   | 827.155   |
| 2008 | 79.537  | 71.025  | 76.064  | 71.148 | 70.229 | 64.398 | 66.715 | 65.605 | 64.209    | 69.854  | 68.771   | 76.884   | 844.439   |
| 2009 | 90.026  | 77.205  | 75.966  | 69.143 | 67.894 | 64.887 | 66.275 | 65.043 | 63.488    | 69.391  | 69.970   | 75.256   | 854.544   |
| 2010 | 77.390  | 71.266  | 76.382  | 69.623 | 70.076 | 67.023 | 73.373 | 67.528 | 66.646    | 71.343  | 69.663   | 78.455   | 858.768   |
| 2011 | 76.780  | 69.597  | 76.912  | 70.131 | 70.613 | 65.607 | 66.646 | 68.570 | 65.117    | 71.825  | 71.950   | 78.580   | 852.328   |
| 2012 | 76.895  | 76.507  | 78.204  | 73.434 | 71.270 | 66.589 | 68.391 | 68.472 | 66.100    | 72.543  | 72.469   | 78.708   | 869.582   |
| 2013 | 82.262  | 81.957  | 89.394  | 78.590 | 71.522 | 68.658 | 70.290 | 68.170 | 65.600    | 71.780  | 70.164   | 75.438   | 893.825   |
| 2014 | 75.520  | 69.513  | 77.336  | 71.941 | 70.163 | 67.511 | 71.795 | 68.610 | 68.526    | 72.597  | 73.722   | 81.122   | 868.356   |
| 2015 | 86.585  | 89.912  | 90.726  | 76.824 | 73.543 | 69.484 | 75.689 | 71.755 | 67.818    | 74.854  | 72.144   | 75.866   | 925.200   |
| 2016 | 81.742  | 76.619  | 83.668  | 75.315 | 74.525 | 69.186 | 72.122 | 71.295 | 69.037    | 76.001  | 77.050   | 84.339   | 910.899   |
| 2017 | 96.033  | 90.649  | 82.934  | 73.204 | 75.683 | 69.644 | 71.411 | 71.488 | 69.391    | 75.229  | 74.987   | 81.610   | 932.263   |
| 2018 | 84.973  | 85.799  | 107.104 | 79.539 | 74.648 | 69.328 | 75.605 | 78.370 | 69.708    | 74.039  | 74.762   | 80.999   | 954.874   |
| 2019 | 85.105  | 81.009  | 86.739  | 77.410 | 75.669 | 73.483 | 76.926 | 73.444 | 71.022    | 77.006  | 78.378   | 83.329   | 939.520   |
| 2020 | 84.980  | 80.030  | 87.396  | 83.830 | 75.836 | 72.159 | 73.795 | 78.742 | 74.243    | 79.781  | 85.989   | 108.792  | 985.573   |
| 2021 | 106.570 | 82.080  | 81.772  | 81.677 | 80.790 | 76.684 | 76.544 | 76.251 | 77.611    | 84.379  | 92.519   | 100.742  | 1.017.619 |
| Ø    | 81.545  | 75.421  | 80.999  | 72.957 | 71.233 | 67.586 | 70.168 | 69.354 | 66.752    | 72.159  | 72.572   | 79.619   |           |

Sterbefälle nach Altersgruppen 2000–2021:
|      | 0–15  | 15–30 | 30–35 | 35–40 | 40–45  | 45–50  | 50–55  | 55–60  | 60–65  | 65–70  | 70–75   | 75–80   | 80–85   | 85–90   | 90–95   | 95+    |
| ---- | ----- | ----- | ----- | ----- | ------ | ------ | ------ | ------ | ------ | ------ | ------- | ------- | ------- | ------- | ------- | ------ |
| 2000 | 5.213 | 7.865 | 4.835 | 7.802 | 11.860 | 17.075 | 21.624 | 35.978 | 59.384 | 70.754 | 98.435  | 126.286 | 104.211 | 150.588 | 90.027  | 26.860 |
| 2001 | 5.054 | 7.198 | 4.230 | 7.675 | 11.494 | 16.969 | 22.784 | 32.202 | 58.746 | 69.968 | 96.744  | 121.815 | 113.918 | 138.325 | 92.504  | 28.915 |
| 2002 | 4.738 | 6.998 | 3.958 | 7.228 | 11.641 | 17.264 | 23.823 | 30.383 | 57.657 | 72.278 | 96.547  | 120.783 | 131.148 | 127.503 | 97.721  | 32.017 |
| 2003 | 4.717 | 6.804 | 3.700 | 7.004 | 11.560 | 17.195 | 24.319 | 29.669 | 55.446 | 75.575 | 94.809  | 123.398 | 147.937 | 114.473 | 102.857 | 34.483 |
| 2004 | 4.369 | 6.340 | 3.238 | 6.400 | 11.187 | 16.813 | 23.780 | 28.504 | 51.561 | 75.526 | 88.554  | 120.876 | 150.811 | 96.617  | 99.246  | 34.449 |
| 2005 | 4.228 | 5.882 | 2.996 | 5.847 | 10.954 | 16.780 | 23.913 | 29.662 | 47.535 | 76.179 | 88.408  | 122.742 | 151.757 | 104.073 | 101.506 | 37.765 |
| 2006 | 3.891 | 5.621 | 2.659 | 5.477 | 10.524 | 16.535 | 23.591 | 31.075 | 42.135 | 74.864 | 88.847  | 120.838 | 148.007 | 116.443 | 92.582  | 38.538 |
| 2007 | 3.947 | 5.641 | 2.576 | 4.961 | 9.848  | 16.523 | 23.453 | 31.930 | 39.948 | 74.113 | 90.562  | 119.360 | 146.002 | 133.117 | 83.928  | 41.246 |
| 2008 | 3.684 | 5.431 | 2.526 | 4.577 | 9.476  | 16.511 | 23.544 | 32.581 | 39.767 | 71.507 | 95.032  | 117.693 | 149.634 | 151.550 | 76.324  | 44.602 |
| 2009 | 3.586 | 5.340 | 2.589 | 4.219 | 9.036  | 16.414 | 23.775 | 33.180 | 38.904 | 68.760 | 98.617  | 115.601 | 154.533 | 163.986 | 69.805  | 46.199 |
| 2010 | 3.485 | 5.193 | 2.561 | 4.028 | 8.622  | 15.893 | 24.118 | 32.944 | 40.587 | 63.139 | 100.527 | 117.087 | 154.619 | 162.375 | 77.449  | 46.141 |
| 2011 | 3.577 | 4.990 | 2.608 | 3.564 | 7.948  | 15.382 | 24.012 | 33.136 | 43.202 | 56.576 | 99.387  | 117.133 | 151.469 | 158.626 | 88.334  | 42.384 |
| 2012 | 3.249 | 4.652 | 2.451 | 3.349 | 7.403  | 14.890 | 23.848 | 32.785 | 44.447 | 53.653 | 99.018  | 121.509 | 153.990 | 161.396 | 103.659 | 39.283 |
| 2013 | 3.293 | 4.474 | 2.591 | 3.464 | 6.811  | 14.550 | 24.400 | 33.820 | 46.113 | 54.161 | 97.568  | 129.725 | 153.486 | 167.328 | 115.811 | 36.230 |
| 2014 | 3.255 | 4.311 | 2.546 | 3.417 | 6.231  | 13.653 | 23.992 | 33.296 | 45.859 | 51.883 | 90.803  | 131.004 | 144.685 | 162.906 | 117.374 | 33.141 |
| 2015 | 3.442 | 4.589 | 2.788 | 3.613 | 6.083  | 13.409 | 24.213 | 34.940 | 47.758 | 56.656 | 87.833  | 139.965 | 156.003 | 176.006 | 127.093 | 40.809 |
| 2016 | 3.797 | 4.373 | 2.690 | 3.717 | 5.852  | 12.792 | 23.592 | 35.433 | 47.458 | 60.803 | 78.466  | 138.767 | 155.872 | 171.109 | 121.826 | 44.353 |
| 2017 | 3.573 | 4.155 | 2.713 | 3.752 | 5.314  | 11.752 | 22.882 | 35.073 | 47.691 | 62.730 | 75.588  | 139.232 | 165.342 | 173.944 | 127.855 | 50.667 |
| 2018 | 3.613 | 4.202 | 2.637 | 3.833 | 5.547  | 11.060 | 22.654 | 36.452 | 49.584 | 65.660 | 75.437  | 137.300 | 176.688 | 174.068 | 131.971 | 54.168 |
| 2019 | 3.556 | 3.969 | 2.635 | 3.899 | 5.435  | 10.140 | 21.415 | 35.552 | 48.966 | 65.504 | 73.890  | 129.065 | 181.439 | 168.926 | 131.257 | 53.872 |
| 2020 | 3.306 | 3.844 | 2.607 | 4.061 | 5.803  | 9.704  | 20.808 | 36.523 | 50.936 | 67.524 | 78.728  | 123.229 | 194.795 | 183.611 | 141.214 | 58.879 |
| 2021 | 3.438 | 3.907 | 2.689 | 4.189 | 6.198  | 9.948  | 21.050 | 37.987 | 54.464 | 71.438 | 88.396  | 114.885 | 202.691 | 193.149 | 142.416 | 60.774 |
| Ø    | 3.864 | 5.263 | 2.947 | 4.822 | 8.401  | 14.602 | 23.254 | 33.323 | 48.098 | 66.330 | 90.100  | 124.922 | 154.047 | 152.278 | 106.035 | 42.081 |

Durchschnittswerte auf ganze Zahlen gerundet. Altersangaben: von … bis unter … Jahren. Überdurchschnittliche Zahlen sind rot markiert, unterdurchschnittliche grün. Je höher die Abweichung, desto kräftiger der Farbton.

## Filmische Dokumentationen
- ARD Interview mit Elisabeth Kübler Ross von Günter Rolling, 1981. youtube.com
- Elisabeth Kübler-Ross – Dem Tod ins Gesicht sehen, 2003, von Stefan Haupt
- Das Uhrwerk des Lebens. Die Geschichte des Todes. Regie: Sebastian Scherrer. Deutschland, Frankreich, Italien, ZDF, 53 Minuten, 2022